# Sacra virginitas

Sacra virginitas (hrv. „O svetom djevičanstvu”) je enciklika pape Pija XII. proglašena 25. ožujka 1954. godine. U dokumentu je Sveti Otac iznio razloge koji su katoličke vjernike oduvijek poticali da promatraju i usvoje kreposti trajne čistoće i potpunog uzdržavanja od tjelesnih užitaka.

## Poveznice
- Enciklika

## Vanjske poveznice
- Tekst enciklike na talijanskom